# Китлод (перевал)
Китлод (груз. ყვითლოდის უღელტეხილი) — горный перевал через Главный Кавказский хребет, на границе Кабардино-Балкарии и Грузии. Расположен между вершинами Тихтенген и Кулак-тау, соединяет верховья Чегемского ущелья (на севере) и верховья реки Мульхры (на юге).
Название переводится с тюркского как «перевал позади вершины» и связано с тем, что перевал, при наблюдении его с ледника Кулак, по которому идёт путь к перевалу, не виден, так как заслонён одноимённой вершиной.